# Восход (Донецкая область)
Восход (укр. Восход) — посёлок в Покровском районе Донецкой области Украины.
Население по переписи 2001 года составляло 52 человека. Почтовый индекс — 86024. Телефонный код — 6236. Код КОАТУУ — 1425555301.

## Местный совет
86023, Донецька обл., Ясинуватський р-н, смт. Желанне, вул.50-річчя СРСР, 87